# Treue Freundschaft

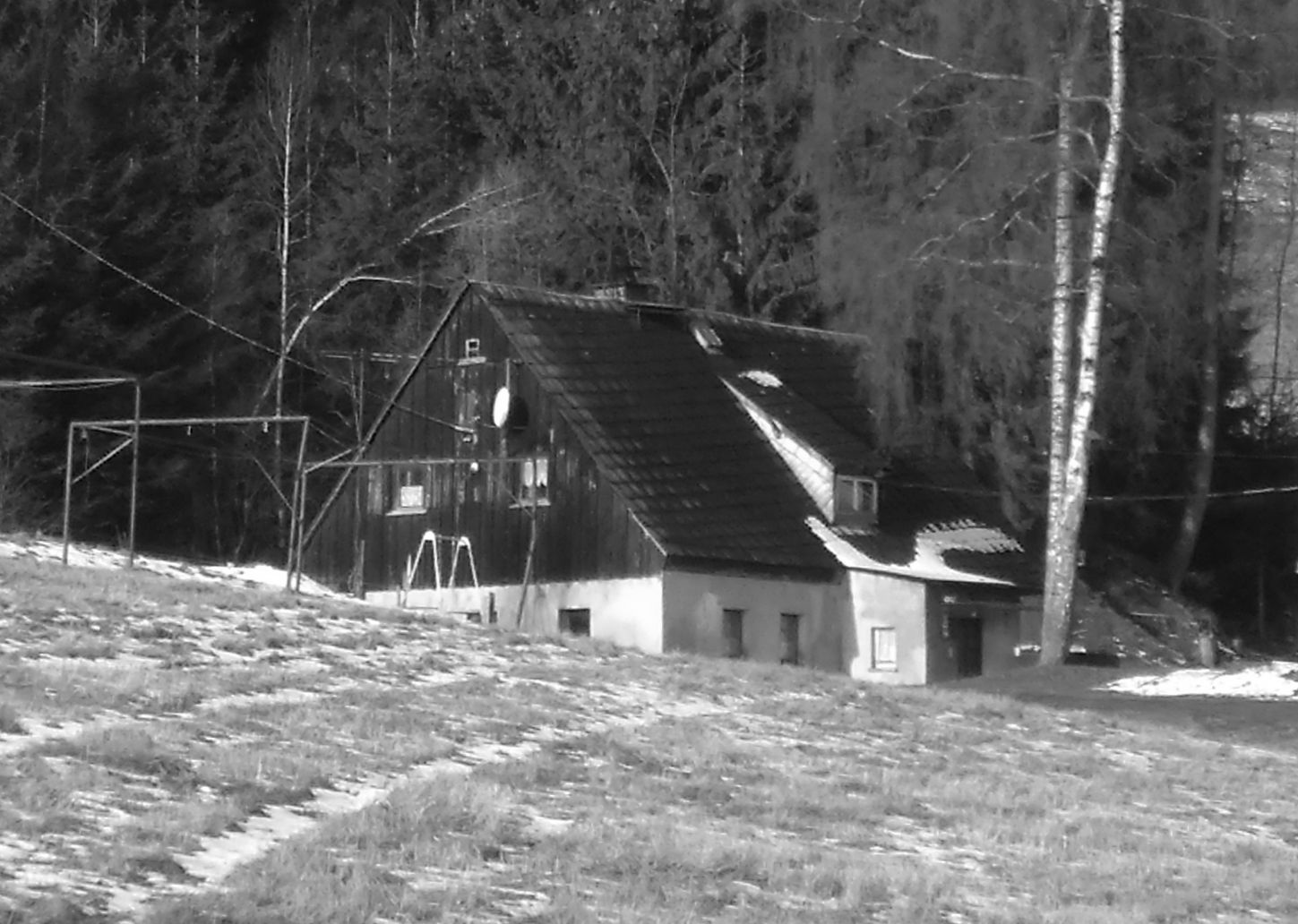
Huthaus Treue Freundschaft

Treue Freundschaft ist ein stillgelegtes Bergwerk im Bergbaurevier Johanngeorgenstadt im sächsischen Erzgebirge, das bis in die 1. Hälfte des 20. Jahrhunderts betrieben wurde. Nennenswerter Bergbau wurde auf Silber und Kobalt betrieben.

## Geschichte
Der Treue Freundschaft Stolln wurde am Mittleren Fastenberg im Külliggutgelände unweit von Johanngeorgenstadt bei 785 m NN angeschlagen. Unweit davon entspringt das Kirschbächel. Die Mutung des Treue Freundschafter Berggebäudes fand im Quartal Reminiscere des Jahres 1708 statt. Eine Eigenlöhner-Gesellschaft traf nach 110 m Vortrieb im Quergestein auf den Brüderlich Treue Spat. Reminiscere 1718 wurde die Grube fündig und brachte bis Ende 1722 403,5 kg Silber aus. Gleichzeitig wurde auch Kobalt, Schwefelkies und Wismut abgebaut. Die benachbarte Fundgrube Glockenklang und Vogelgesang wurde mit einem Gesenk in die Fundgrube Treue Freundschaft durchschlägig. Um Gangstreitigkeiten zu vermeiden, einigte man sich auf ein 3 Maaßen langes gemeinsames Grubenfeld im Durchschlagsbereich. 1740 wurden beide Gruben unter dem Namen Glockenklang und Treue Freundschaft vereinigt. Ab 1777 wieder allein Treue Freundschaft. Der Glockenklang Stolln wird als eigenständig und im Fristen liegend geführt. Die Grube war mit schwankenden Betriebsergebnissen durchgängig in Betrieb und baute ab 1864 vorwiegend Wismut ab. Ab dem Jahr 1831 wurde der Stolln auf einer Länge von 500 m für die Förderung mit Ungarischen Hunten vorgerichtet. Zwischen 1835 und 1889 wurde zusätzlich Formsand, auch unter Tage, abgebaut. Daneben fand man als besonderes Mineral 1837 auch etwas grünen Flussspat.
Ab 1897 bis Ende 1900 lag der Abbau im Fristen. Im Mai 1901 wurde der Betrieb von einer neuen Gesellschaft wieder aufgenommen. Ab 1904 wurden wieder Wismuterze geliefert, allerdings bis 1907 insgesamt nur 0,97 Tonnen. Ab 1915 lag die Grube wieder im Fristen. 1922 konsolidierte die Grube mit der Gewerkschaft Vereinigt Feld im Fastenberge. Die Arbeiten im Grubenfeld wurden von der Fundgrube Wilder Mann durchgeführt. Der Treue Freundschaft Stolln wurde mit einem Gleis versehen und zur Förderung genutzt. Das Huthaus der Fundgrube ist erhalten und wird heute als Wohnhaus genutzt.
In der Nähe des Huthauses stand bis nach 1930 auf einer alten Halde ein Granitstein mit dem Bildnis des und einer Gedenktafel für den Bergmeister Wilhelm Fischer.
Im März 1948 begann das Wismut Objekt 12 280 m westlich des Treue Freundschaft Stollns mit der Teufe des Schachtes 58. Auftraggeber war das Objekt 01 der Wismut AG. Der Schacht wurde als Neptunschacht nach dem Namen des Blindschachtes zwischen dem Liebe Gottes Stolln und dem Treue Freundschaft Stolln benannt. Bedeutung erlangte der Uranbergbau keine. Er wurde schon zum 1. Juli 1950 wieder eingestellt. Der Stolln selber wurde durch die Geologische Abteilung des Objektes 01 untersucht. Es wurden aber keine bauwürdigen Uranvererzungen festgestellt.

## Sage um die Treue Freundschaft
Um das frühere Bergwerk rankt sich die Sage von einem gespenstischen Männchen, die bereits Johann Christian Engelschall 1723 in seiner Chronik von Johanngeorgenstadt schriftlich festhielt und 1886 in Ernst Köhlers Sagenbuch des Erzgebirges aufgegriffen wurde.
Angeblich hat sich am 7. August 1719 im Bergwerk „Treue Freundschaft“ Folgendes zugetragen. Als der Bergmann Johann Christoph Schlott um die Mittagszeit ausgepocht hatte, hörte er gegen den Schacht noch eine Person husten. Er meinte, es wäre der Steiger vor Ort gefahren, um seine Arbeit in Augenschein zu nehmen. Nachdem sich aber niemand bei Schlott eingefunden hatte, wollte er ausfahren. Kaum hatte er sich umgedreht, da nahm er wahr, wie ihm jemand vom Schacht her mit brennendem Grubenlichte entgegenkam. Dadurch wurde Schlott in seiner früheren Annahme, dass es der Steiger sei, wieder bestärkt. Doch als endlich beide auf der Strecke zusammenstießen, nahm er wahr, dass es ein sehr kleiner Mann in einem braunen Kittel war. Derselbe hing in dem Moment, als Schlott vorbeifuhr, sein Grubenlicht an das Gestein, so dass es dort sofort hängenblieb, legte seine Tasche ab und sprach zu Schlott: Ist’s schon Schicht?, denn die Bergleute fuhren an diesem Tag wegen der Beerdigung des Wittihstaler Hammerwerksbesitzers eine Stunde früher aus. Bei dieser Anrede überfuhr Schlott ein unheimlicher Schauer. Er eilte davon und traf keine Arbeiter mehr in der Grube an. Diese Begegnung erzählte er daraufhin dem Steiger, welcher anfangs nicht viel davon wissen wollte, doch musste Schlott später den Ort zeigen, an dem das Männchen sein Grubenlicht gehangen hatte. Daselbst nahm man eine kleine Kluft wahr und es wurde an der Stelle ein Schuss gebohrt, der einen Gang öffnete, von dem man mehrere Quartale nacheinander eine gute Ausbeute machte.
Durch jüngere Forschungen konnten neue Erkenntnisse zum in der Sage genannten Johann Christoph Schlott ermittelt werden. Er wurde am 3. Oktober 1685 in Zwota im sächsischen Vogtland geboren und kam als Handarbeiter nach Johanngeorgenstadt. In der „Treuen Freundschaft“ verdingte er sich als Bergmann und wurde später Hutmann, bewohnte also das Zechen- bzw. Huthaus. Hier starb er am 2. Dezember 1746. Sein Sohn Johann Augustin Schlott (1716–1770) wurde ebenfalls Hutmann und war zuletzt Mühlmeister zum Unverhofften Glücker Pochhaus.